# بلال جاد الله
بلال جاد الله (1 مايو 1978 - 18 نوفمبر 2023)، صحفي فلسطيني، ولد في مدينة غزة، شغل منصب رئيس مجلس الإدارة والمدير العام لمؤسسة بيت الصحافة في غزة.وساهم في إنشاء وكالة سوا الإخبارية.
خلال سنوات عمله وترأسه بيت الصحافة عقد عدة اتفاقيات تعاون مع دول أجنبية وعربية في إطار قانون حماية الصحفيين، وأقام ورشات تدريبية للكادر الإعلامي. وجعل من بيت الصحافة مقراً وملجاً لكافة الصحفيين خلال الحروب الماضية على غزة وخلال الحرب الفلسطينية الإسرائيلية، ووزع معدات السلامة المهنية على الصحفيين المتواجدين في الميدان لتغطية الحرب.
أُغتيل في 19 نوفمبر 2023 خلال ضربةٍ جوية نفذتها القوات الجوية الإسرائيلية على سيارته وهو في طريق النزوح لجنوب مدينة غزة، وذلك خلال الرد الإسرائيلي على عملية طوفان الأقصى.
نعت نقابة الصحفيين الفلسطينيين جادالله في بيان قالت فيه: "أن هذه الجريمة وما سبقها تؤكد أن الإحتلال قد وضع الصحفيين ضمن بنك أهدافه لإسكات صوت الحقيقة الذي بات يصدح في كل أرجاء الأرض".
كما نعاه المكتب الإعلامي الحكومي بغزة وقال: أن الصحفيين هم هدفا رئيسيا ضمن أهدافه المتعددة ضد أبناء شعبنا، حيث بلغ عددهم 60 زميلاً صحفياً شهيداً كان آخرهم الزميلين ساري منصور وحسونة إسليم.